# Bukistsije
Bukistsije (en georgiano: ბუკისციხე) es un pueblo de Georgia ubicado en el este de la región de Guria, siendo parte del municipio de Chojatauri.

## Geografía
Bukistsije se encuentra ubicado en el margen derecho del río Supsa, a 6 km de Chojatauri. 

## Historia
En la antigüedad anterior (siglo VI-V a. C.), esta ciudad amurallada debía ser el centro económico de Erketi.
En la época feudal anterior apareció en el pueblo una nueva fortaleza, también llamada fortaleza de Tamara. La capa de construcción más antigua se remonta a la época prefeudal, la última a finales de la Edad Media. La fortaleza estuvo activa hasta 1811 y controlaba la carretera de Imericia y Mesjetia al mar Negro. A finales del siglo XIX funcionaba en el pueblo la iglesia que lleva el nombre de Juan Bautista. En 1909, la población de Bukistsije pidió a la Sociedad para la Difusión de la Alfabetización entre los georgianos que abriera una sala de lectura en el pueblo.

## Demografía
La evolución demográfica de Bukistsije entre 1893 y 2014 fue la siguiente:
| 1293                                            | 491 | 971 | 466 | 341 |
| (Fuente: Population of Georgia in Soviet times) |     |     |     |     |

Según el censo de 2014, los georgianos constituían el 99,4% de la población y los rusos, el 0,6%.

## Economía
Durante el período soviético, se desarrollaron en el pueblo el cultivo del té y la viticultura.

## Infraestructura

### Arquitectura, monumento y lugares de interés
En el pueblo hay unas odas, construida hace 200 años por artesanos lazes con característicos de la arquitectura laz y una gran cúpula laz. En el pueblo hay un molino que data de la dinastía Jakeli. Hace 250 años, la familia Jakeli se mudó de Mesjetia a Guria, y los Gurieli les legó este molino para la supervivencia de la familia Jakeli.

### Educación
Hay una escuela pública en el pueblo.

### Transporte
El pueblo está conectado con el centro regional de Chojatauri por una carretera. 

## Personas destacadas
- Giorgi Tsintsadze (1880-1937): político georgiano, miembro del Consejo Nacional de Georgia y de la Asamblea Constituyente de Georgia por el Partido Socialdemócrata de Georgia.